# 1896 en mathématiques
Cet article présente les faits marquants de l'année 1896 en mathématiques.

## Évènements
- Le mathématicien français Jacques Hadamard et le mathématicien belge Charles-Jean de La Vallée Poussin démontrent indépendamment le théorème des nombres premiers[1].
- Le mathématicien britannique Karl Pearson propose une formule mathématique pour la notion de corrélation[2].
- Le mathématicien allemand Ferdinand Georg Frobenius apporte une contribution majeure sur la représentation des groupes et la théorie des corps fini dans sa publication Über Gruppencharaktere (« Sur le caractère du groupe ») suivis d'une série d'articles publiés dans les comptes tendus de l'Académie de Berlin[3],[4].

## Naissances

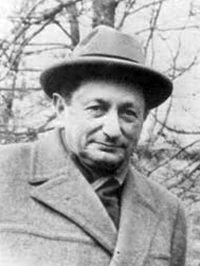
Kazimierz Kuratowski

- 4 janvier : Adrien Pouliot (mort en 1980), ingénieur et mathématicien canadien (québécois).
- 31 janvier : Sofia Yanovskaïa (morte en 1966), mathématicienne russe.
- 2 février : Kazimierz Kuratowski (mort en 1980), mathématicien polonais.
- 14 février : Edward Arthur Milne (mort en 1950), mathématicien et astrophysicien britannique.
- 17 février : Eugène Yakovlevitch Remez (mort en 1975), mathématicien soviétique.
- 21 mars : Friedrich Waismann (mort en 1959), mathématicien, physicien et philosophe autrichien.
- 29 mars : Wilhelm Ackermann (mort en 1962), mathématicien allemand.
- 7 mai : Pavel Aleksandrov (mort en 1982), mathématicien russe.
- 25 septembre : Gustave Juvet (mort en 1936), mathématicien suisse.
- 3 octobre : Ronald M. Foster (mort en 1998), mathématicien américain.
- 10 novembre : Heinz Prüfer (mort en 1934), mathématicien allemand.
- 14 novembre : Bertram Martin Wilson (mort en 1935), mathématicien britannique.
- 31 décembre : Carl Siegel (mort en 1981), mathématicien allemand.

## Décès
- 5 février : François Jacques Dominique Massieu (né en 1832), mathématicien et physicien français.
- 24 mai : Luigi Federico Menabrea (né en 1809), mathématicien, ingénieur militaire et homme politique piémontais.
- 12 juillet : Giulio Ascoli (né en 1843), mathématicien italien.
- 5 août : Jules Vieille (né en 1814), mathématicien français.
- 12 août : Hubert Anson Newton (né en 1830), astronome et mathématicien américain.
- 13 août :
  - Joseph Delbœuf (né en 1831), mathématicien, philosophe et psychologue belge.
  - Ludwig Seidel (né en 1821), mathématicien, physicien de l'optique et astronome allemand.
- 30 septembre : Moritz Wilhelm Drobisch (né en 1802), philosophe, logicien et mathématicien allemand.